# Noot Seear
Renata Seear (ur. 5 października 1983 w Vancouver) – kanadyjska modelka i aktorka o holenderskich korzeniach.
Jako modelka zadebiutowała w Vancouver w 1998 roku. W tym samym roku podpisała międzynarodowe kontrakty z agencjami w: Paryżu, Nowym Jorku, Berlinie, Mediolanie. W swojej karierze przedstawiała ubrania takich projektantów jak: Balenciaga, Lanvin, Karl Lagerfeld, Alexander Wang, Proenza Schouler, Ralph Lauren, Diane von Furstenberg, Givenchy, Chanel, Alexander McQueen, Laura Biagiotti, Calvin Klein, Donna Karan, Fendi, Sonia Rykiel, Stella McCartney i Vera Wang. Pojawiała się na okładkach międzynarodowych wydań: Elle i Vogue.

## Filmografia
Filmy fabularne
- 2009: Saga „Zmierzch”: Księżyc w nowiu (The Twilight Saga: New Moon) jako Heidi
- 2001: Bez pamięci (Head Over Heels) jako dziewczyna z CK

Seriale telewizyjne
- 2007: Kaya jako Całująca się modelka
- 1999: Wydział spraw zamkniętych (Cold Squad) jako Cindy